# No Nut November
No Nut November (kurz: NNN) ist eine Internet-Challenge, bei der die überwiegend männlichen Teilnehmer im November auf Orgasmen durch Masturbation oder Sexualität verzichten müssen. Das Internetphänomen entstand in den frühen 2010er Jahren und wurde ab 2017 in den sozialen Medien immer bekannter.

## Geschichte
No Nut November war ursprünglich satirisch gedacht. Einige Teilnehmer behaupteten, dass das Verzichten auf Ejakulationen und der Verzicht auf Pornografie gesundheitliche Vorteile habe.
2017 begann die Bewegung in den sozialen Medien an Popularität zu gewinnen. No Nut November ist mit der NoFap-Community auf Reddit verbunden, die ihre Mitglieder ermutigt, nicht zu masturbieren. Die Reddit-Community NoNutNovember wuchs von 16.500 Abonnenten im November 2018 auf 52.000 Abonnenten im November 2019 und auf 85.300 im November 2020. Im November 2022 waren es schon über 134.000 Abonnenten.
Vice Media kritisierte No Nut November im Jahr 2018, nachdem Follower Drohungen an den Twitter-Account von XHamster gesendet hatten. Nachdem unter anderem rechte YouTuber wie Paul Joseph Watson die Kampagne beworben hatten, warnte EJ Dickson vom Rolling Stone Magazine 2019 davor, dass die Bewegung von Verschwörungstheoretikern und Rechten übernommen werde. Bellotwer.News berichtete 2021, dass der No Nut November mittlerweile zum „niedrigschwelligen Einstieg in die ‚NoFap‘-Welt“ geworden sei, die besonders von „esoterischen Männerrechtlern und rechtsextremen Aktivisten“ getragen werde und in der teilweise antisemitische Verschwörungserzählungen verbreitet würden.
Destroy Dick December (kurz: DDD) ist eine verwandte Internet-Challenge. Die Menschen, die No Nut November durchgehalten haben, werden dazu ermutigt, extra viel zu masturbieren und Sex zu haben. Man muss am 1. Dezember einen Orgasmus haben und die Anzahl jeden Tag erhöhen, sodass man am 31. Dezember 31 Orgasmen hat. Destroy Dick December gilt als Gegenteil zu No Nut November und als Verspottung gegen die Masturbationsgegner wie NoFap.